# LIESST

Exemples de transitions LIESST et de conversions intersystèmes (ISC) sur un de complexes de fer(II). L'état bas spin (LS) est à gauche et l'état haut spin (HS) est à droite. Une transition thermique s'observe lorsque la température T correspond à une énergie k BT comparable à la variation d'énergie ΔE entre états LS à gauche et HS à droite.

En chimie physique, l'effet LIESST, pour Light-Induced Excited Spin State Trapping, permet d'induire le croisement de spin d'une espèce chimique par exposition à un rayonnement électromagnétique de longueur d'onde donnée. 
De nombreux métaux de transition ayant une configuration électronique en d4 à d7 sont susceptibles de connaître un croisement de spin, ainsi que ceux en d8 lorsque leur symétrie moléculaire est inférieure à Oh. On parle de croisement de spin lorsqu'il y a bascule entre les états haut spin et bas spin.
Le fer est le métal présentant le plus couramment un effet de croisement de spin, le premier exemple connu étant le complexe tris(dithiocarbamato)fer(III). L'effet LIESST se manifeste pour les complexes de fer par excitation sous l'effet d'une lumière verte d'un état bas spin vers un état triplet. Deux étapes successives de conversion intersystème aboutissent à l'état haut spin. Le retour de l'état haut spin vers l'état bas spin requiert l'application d'une lumière rouge.